# Mesesnel
Mesesnel je priimek več znanih Slovencev:
- Davorin Mesesnel, Cejkotova domačija v Gočah
- France Mesesnel (1894—1945), umetnostni zgodovinar, likovni kritik in konservator
- Janez Mesesnel (1931—2021), umetnostni zgodovinar, muzealec, novinar in likovni kritik; sin Franceta
- Peter Mesesnel, (*1971), nogometaš